# Verdalsraset

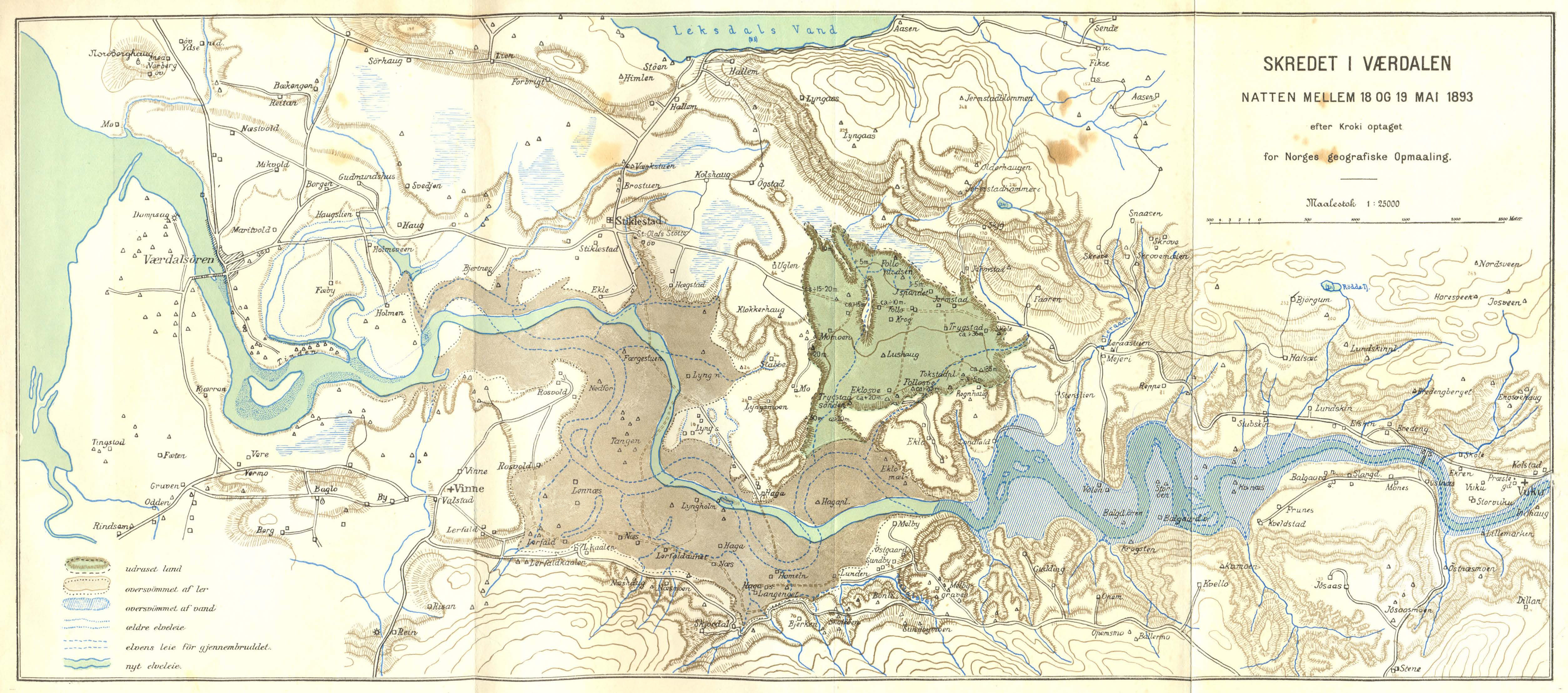
Karta över rasområdet i Verdal

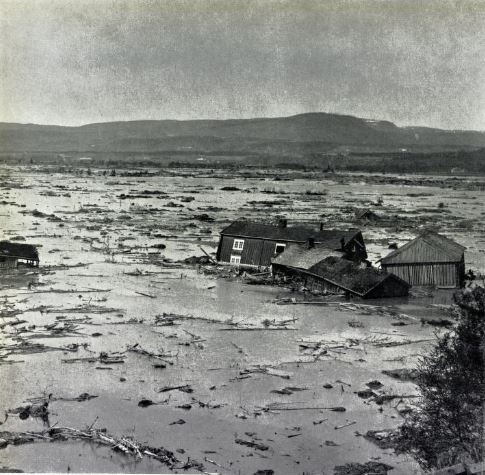
Vy över rasområdet

Verdalsraset natten mellan den 18 och 19 maj 1893 i den norska kommunen Verdal i Nord-Trøndelag fylke i mellersta Norge är en av de svåraste rasolyckorna i Norges moderna historia. Uppskattningsvis 55 miljoner kubikmeter rasmassa rann ut och översvämmade stora delar av centrala Verdal. En yta motsvarande 9 kvadratkilometer försvann i lermassorna, inklusive 105 bondgårdar, tusentals djur och 116 människor. 
Under vintern 1893 hade det kommit mycket nederbörd och Verdalsälven hade därför svämmat över flera gånger under våren. Verdalsraset började med ett jordskred vid Hagamarka 2 kilometer öster om Stiklestad kl. 00:30 på natten till den 19 maj. Jordskredet tog med sig två gårdar och ledde till älven blev uppdämd till 8-10 meters höjd, vilket gjorde att en sjö bildades vid Vuku. Efter en kort tid rasade denna fördämning och vattenmassorna från Vukusjön tog med sig stora landmassor, vilket ledde till ett ytterligare och mer omfattande jordskred. Detta andra skred tog med sig över 80 gårdar och översvämmade de nedre delarna av Verdal ner mot kusten och huvudorten Verdalsøra. 
Tidigt på morgonen kom en omfattande räddningsaktion i gång. Hjälp kom från Levanger och övriga delar av Innhered. 